# جایزه بزرگ آرژانتین ۱۹۸۱
جایزه بزرگ آرژانتین ۱۹۸۱ (انگلیسی: ‎1981 Argentine Grand Prix‎)، که به‌طور رسمی با نام هفدهمین جایزه بزرگ جمهوری آرژانتین شناخته می‌شود، یک مسابقهٔ موتوری در رشتهٔ اتومبیل‌رانی فرمول یک بود که در تاریخ ۱۲ آوریل ۱۹۸۱ در پیست اتومبیل‌رانی اسکار آلفردو گالوز واقع در بوئنوس آیرس، آرژانتین برگزار شد. این گراند پری در میان ۱۵ گراند پری در فصل ۱۹۸۱، مسابقهٔ شمارهٔ ۳ بود.
در این مسابقه که در ۵۳ دور و به مسافت ۳۱۶٫۳۰۴ کیلومتر (۱۹۶٫۵۴۲ مایل) برگزار شد، پول پوزیشن توسط نلسون پیکه کسب شد و سریع‌ترین زمان برای طی یک دور پیست که برابر با ۱:۴۵٫۲۸۷ بود نیز توسط نلسون پیکه به ثبت رسید.
نلسون پیکه از تیم برابام-فورد، کارلوس روتمان از تیم ویلیامز-فورد و آلن پروست از تیم رنو به‌ترتیب مقام‌های اول تا سوم مسابقه را کسب کردند.

## رده‌بندی قهرمانی پس از مسابقه
| جایگاه | راننده         | امتیاز |
| ------ | -------------- | ------ |
| ۱      | کارلوس روتمان  | ۲۱     |
| ۲      | آلن جونز       | ۱۸     |
| ۳      | نلسون پیکه     | ۱۳     |
| ۴      | ریکاردو پاتریس | ۴      |
| ۵      | آلن پروست      | ۴      |
| منبع:  |                |        |

| جایگاه | سازنده       | امتیاز |
| ------ | ------------ | ------ |
| ۱      | ویلیامز-فورد | ۳۹     |
| ۲      | برابام-فورد  | ۱۳     |
| ۳      | رنو          | ۶      |
| ۴      | اروز-فورد    | ۴      |
| ۵      | آلفا رومئو   | ۳      |
| منبع:  |              |        |

یادداشت
- تنها پنج جایگاه نخست از هر رده‌بندی نمایش داده شده است.